# Ga Seomyeon
Ga Seomyeon (Tiếng Hàn: 서면역, Hanja: 西面驛) là ga tàu điện ngầm và ga trung chuyển cho Tàu điện ngầm Busan tuyến 1 và Tàu điện ngầm Busan tuyến 2 ở Bujeon-dong, Busanjin-gu, Busan.
Ga Seomyeon là ga dưới lòng đất (cả Tuyến 1 và Tuyến 2) nó nối với trung tâm mua sắm dưới lòng đất Lotte World chi nhánh chinh Busan của Lotte Department Store từ tháng 12 năm 1995, Judith Teahwa, còn được gọi là cửa hàng Teahwa trong Daehyun Primall, một khu phức hợp dưới lòng đất và trung tâm mua sắm dưới lòng đất Seomyeon từ tháng 8 năm 1985.

## Lịch sử
- 23 tháng 6 năm 1981: Bắt đầu việc xây dựng Tàu điện ngầm Busan tuyến 1 giữa Ga Nopo-dong ~ ga Beomnaegol.
- 19 tháng 7 năm 1985: Hoạt động kinh doanh bắt đầu với việc khai trương đoạn giữa Ga Beomeosa ~ Ga Beomnaegol trên Tàu điện ngầm Busan tuyến 1
- 28 tháng 11 năm 1991: Bắt đầu việc xây dựng Tàu điện ngầm Busan tuyến 2 giữa Ga Hopo ~ Ga Seomyeon.
- 27 tháng 10 năm 1994: Việc xây dựng Tàu điện ngầm Busan tuyến 2 giữa Ga Seomyeon ~ Ga Jangsan được khởi công.
- 30 tháng 6 năm 1999: Với việc khai trương đoạn giữa Ga Hopo ~ Ga Seomyeon trên Tàu điện ngầm Busan tuyến 2, nó trở thành ga cuối cùng và ga trung chuyển.
- 8 tháng 8 năm 2001: Với việc mở rộng phần mở rộng giữa Ga Seomyeon ~ Ga Geumnyeonsan trên Tàu điện ngầm Busan tuyến 2, nó đã trở thành ga trung gian.

## Bố trí ga

### Tuyến số 1 (B2F)
| Beomnaegol ↑ |
| \| N/B       |
| ↓ Bujeon     |

| Hướng Bắc | ● Tuyến 1 | ← Hướng đi Beomil · Singil · Nampo · Hadan · Sinpyeong · Bãi biển Dadaepo               |
| Hướng Nam | ● Tuyến 1 | → Hướng đi Bujeon · Tòa thị chính · Yeonsan · Dongnae · Đại học Quốc gia Pusan · Nopo → |

### Tuyến số 2 (B3F)
| Jeonpo ↑   |
| S/B N/B \| |
| ↓ Buam     |

| Hướng Bắc | ●Tuyến 2 | ← Hướng đi Đại học Kyungsung – Đại học Quốc gia Pukyong · Suyeong · Centum City · BEXCO · Haeundae · Jangsan |
| Hướng Nam | ●Tuyến 2 | → Hướng đi Gaegeum · Sasang · Deokcheon · Hwamyeong · Hopo · Yangsan →                                       |

## Xung quanh nhà ga
- Lotte Department Store Chi nhánh chính Busan
- Khách sạn Lotte Busan
- Judith Taehwa
- NC Department Store
- Chicor Chi nhánh Busan Seomyeon
- SMS Seomyeon Medical Street
- CGV Daehan
- Aion City Building
- Thư viện thành phố Bujeon
- Tổng công ty Điện lực Hàn Quốc Chi nhánh Busan
- Trung tâm phúc lợi hành chính Bujeon 2-dong
- Chợ Seomyeon
- Bưu điện Bujeon 2-dong
- Bưu điện Seomyeon
- Trường tiểu học Jeonpo
- Phố cà phê Jeonpo
- Bưu điện Bujeon 1-dong
- Cửa hàng dụng cụ phần cứng
- Văn phòng Busanjin-gu
- Bưu điện Bujeon 1-dong
- Văn phòng điện thoại Busanjin
- Busan E-Sports Arena
- Trung tâm dịch vụ Cashbee
- Trung tâm dịch vụ T-Money

## Hình ảnh

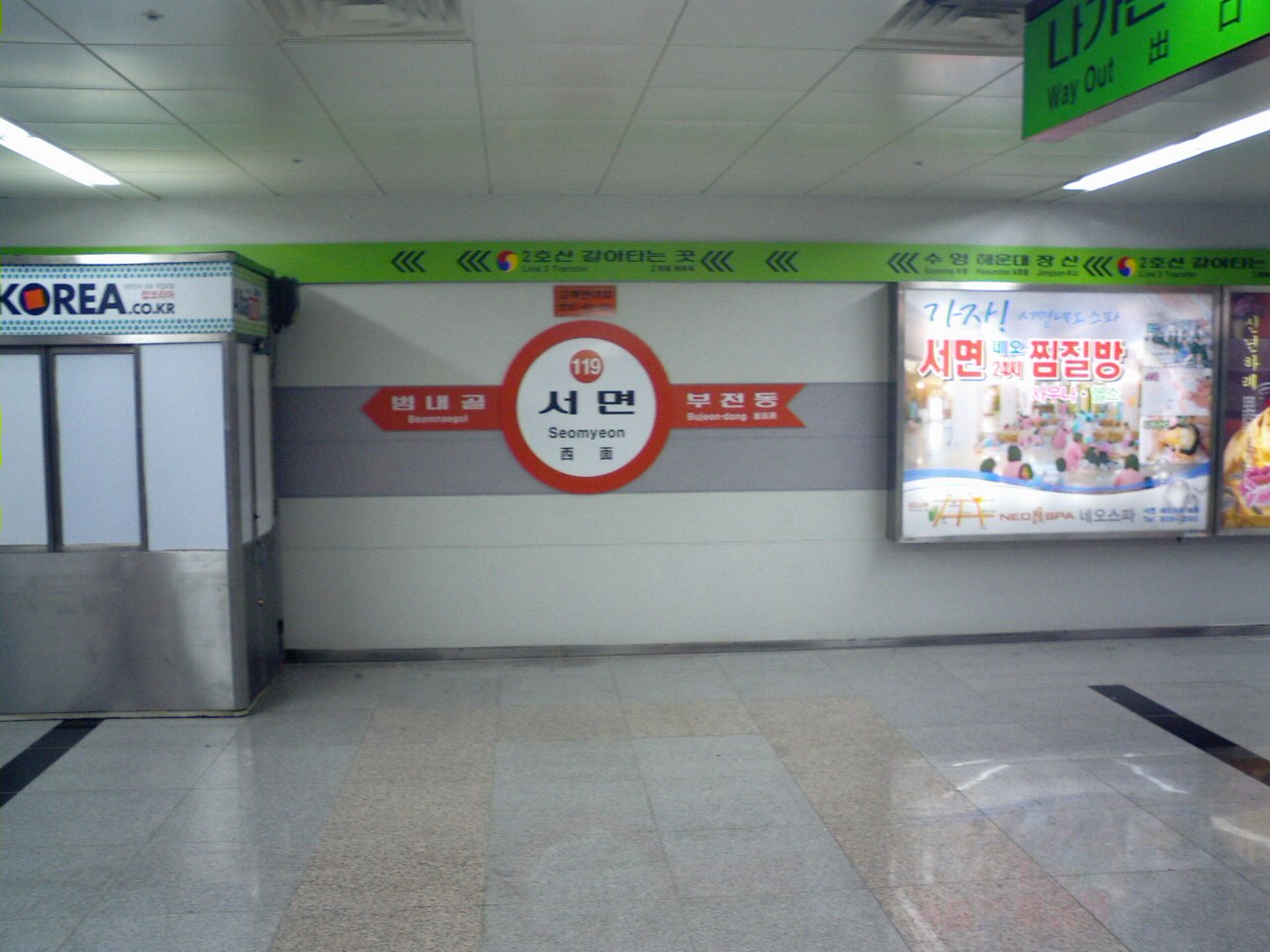
Bảng tên ga theo hướng Sinpyeong ('Dong' ở Bujeon-dong đã bị xóa, trước khi mở đoạn mở rộng giữa ga Sinpyeong và ga bãi biển Dadaepo)
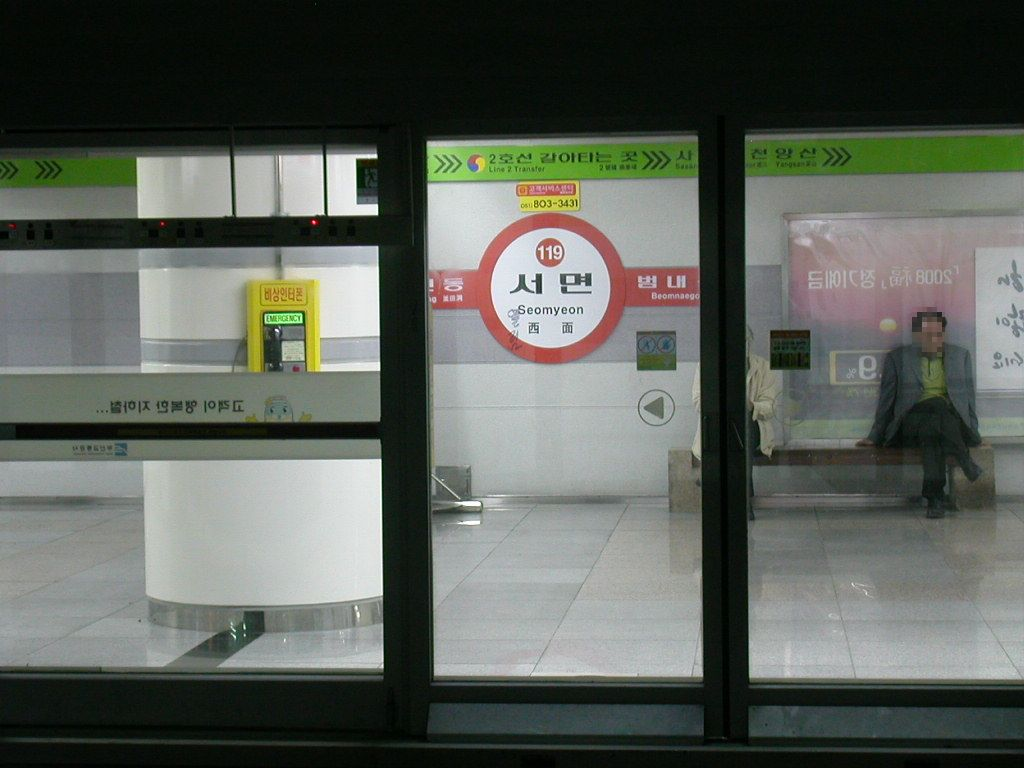
Sân ga hướng Nopo-dong ('dong' ở Bujeon-dong đã bị xóa, trước khi mở phần mở rộng giữa Ga Sinpyeong và Ga Bãi biển Dadaepo)
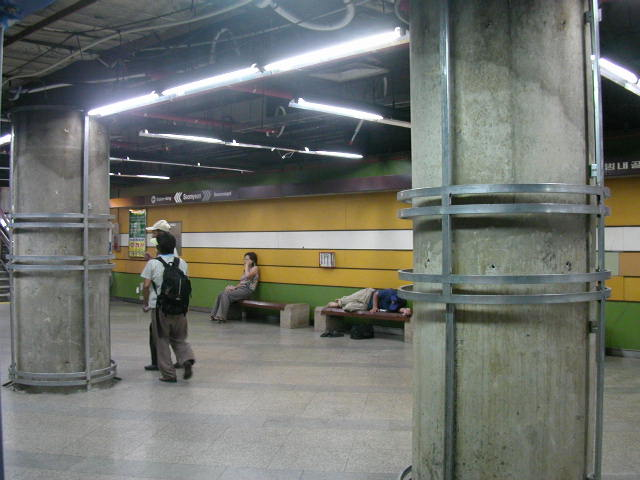
Sân ga định hướng Nopo-dong (trong quá trình tu sửa nhà ga, 'dong' ở Bujeon-dong đã bị xóa, trước khi mở phần mở rộng giữa Ga Sinpyeong và Ga Bãi biển Dadaepo)
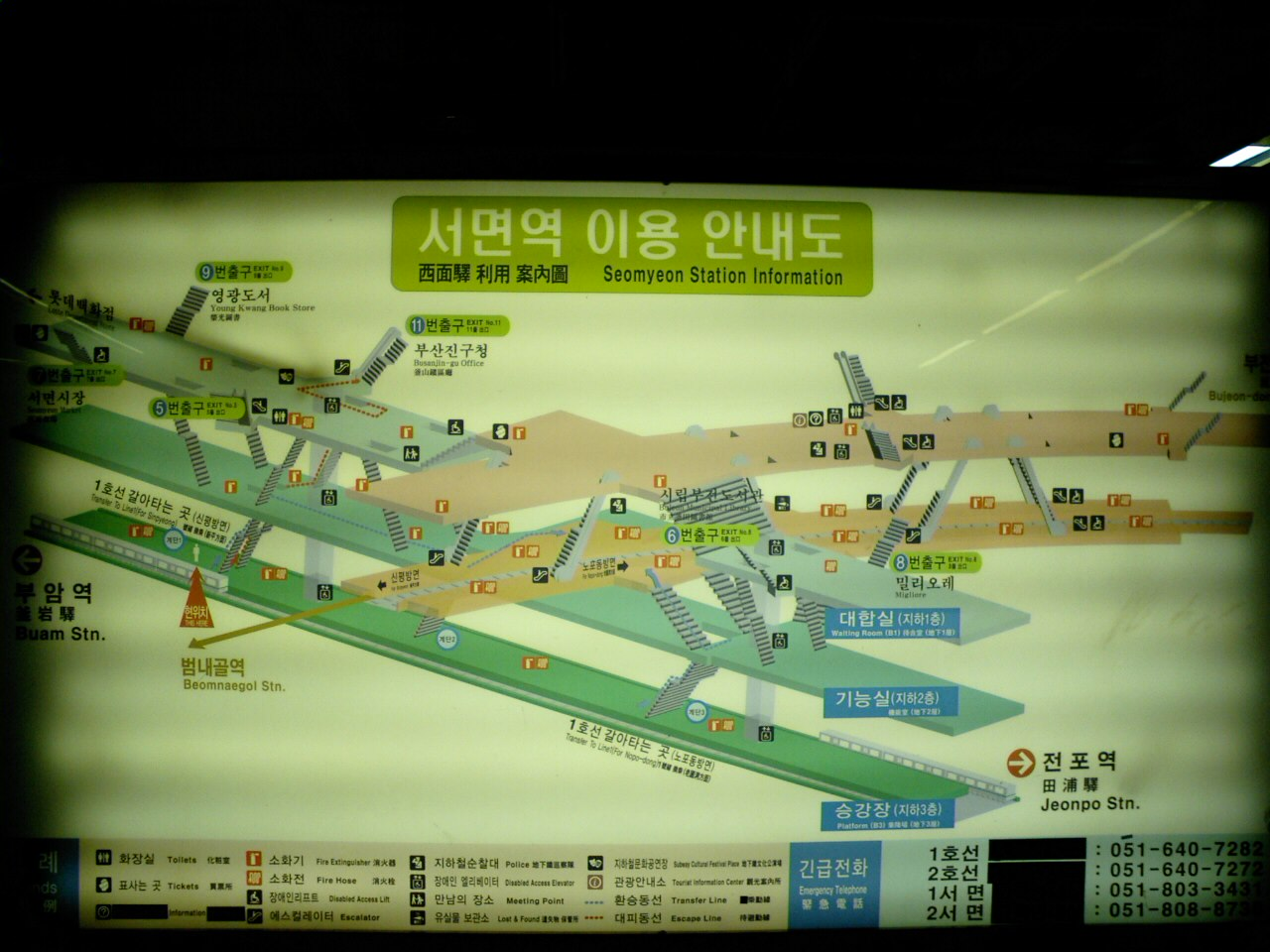
Sơ đồ nhà ga
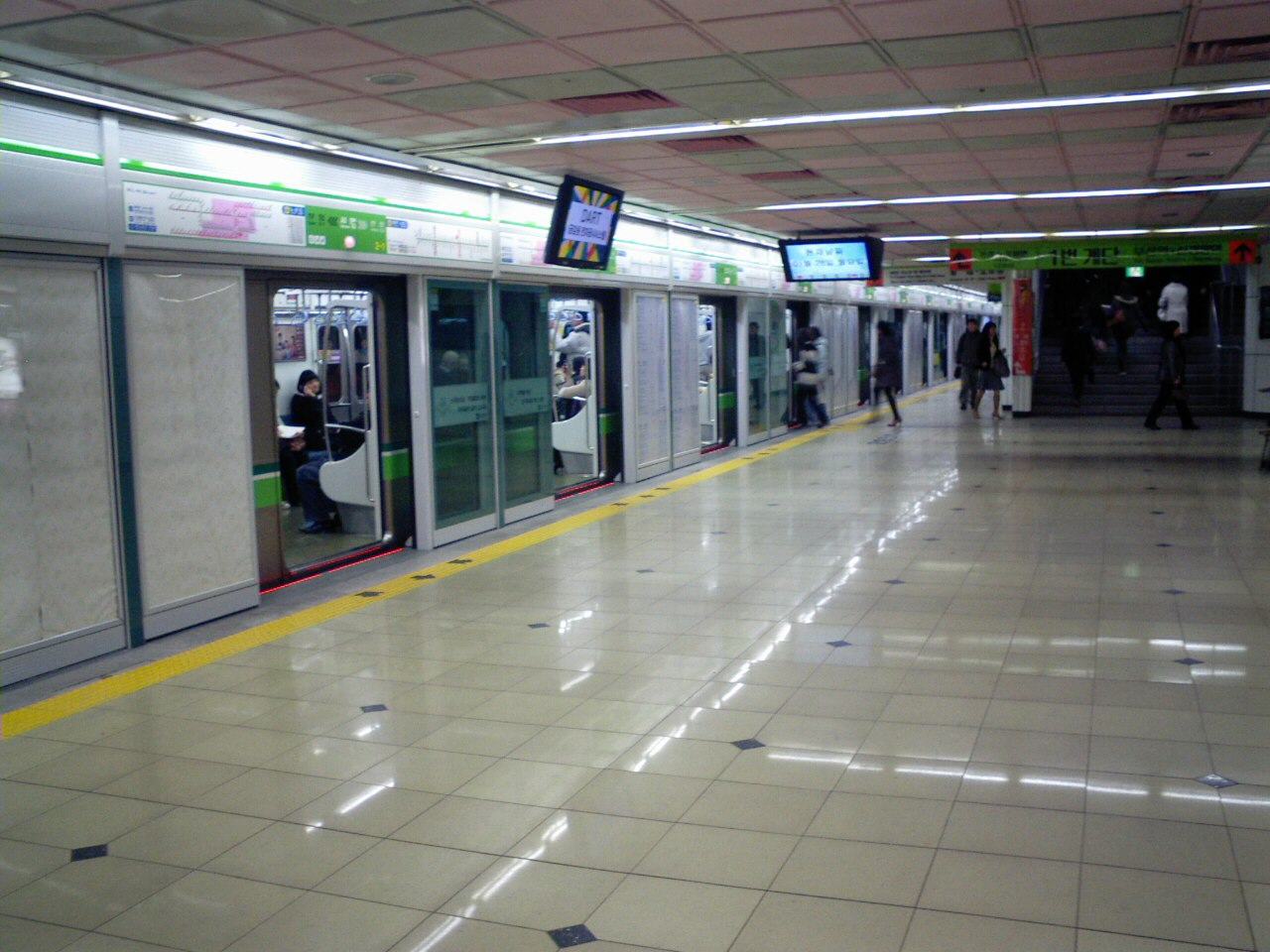
Sân ga hướng Yangsan
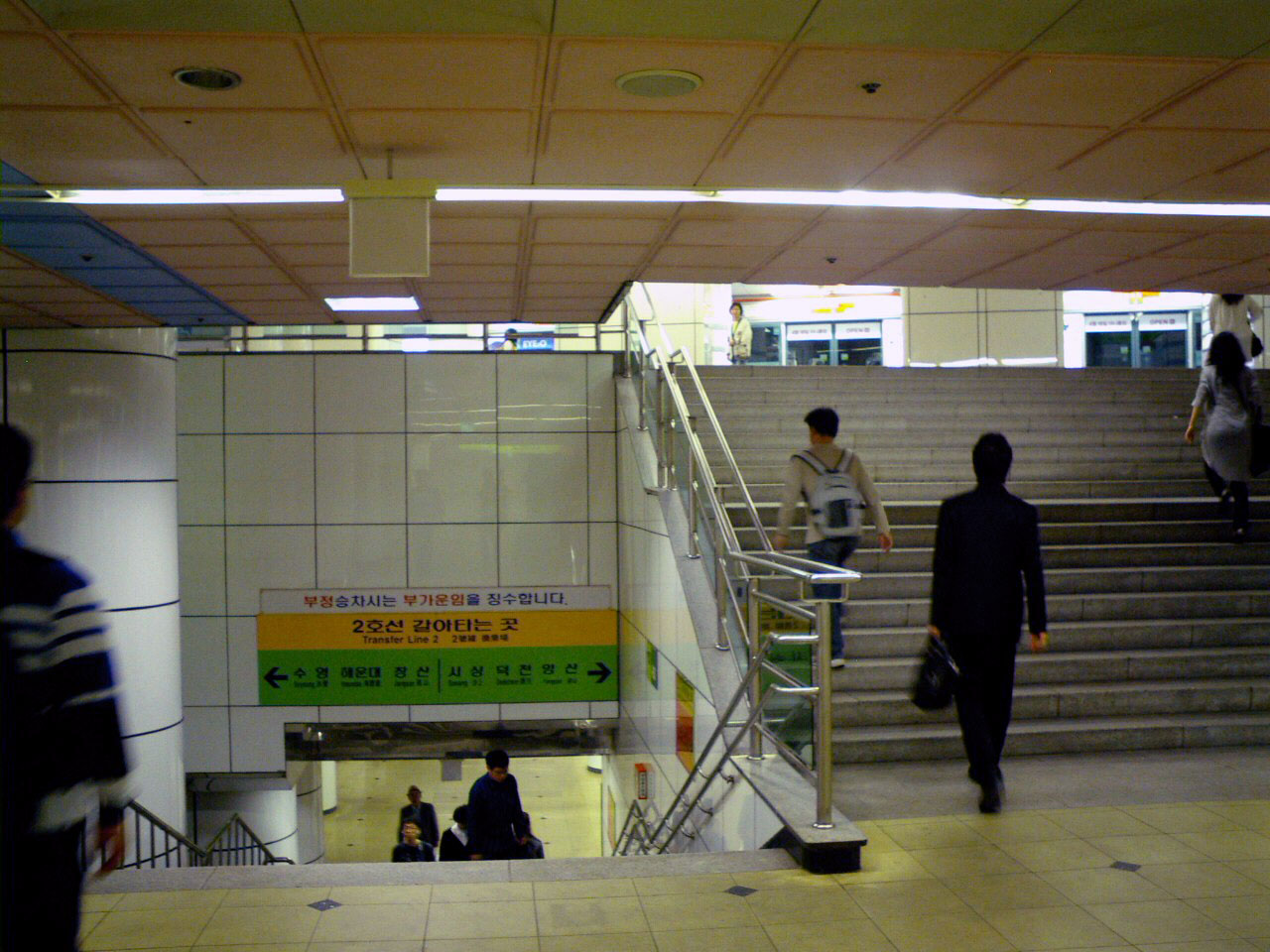
Lối đi chuyển tuyến
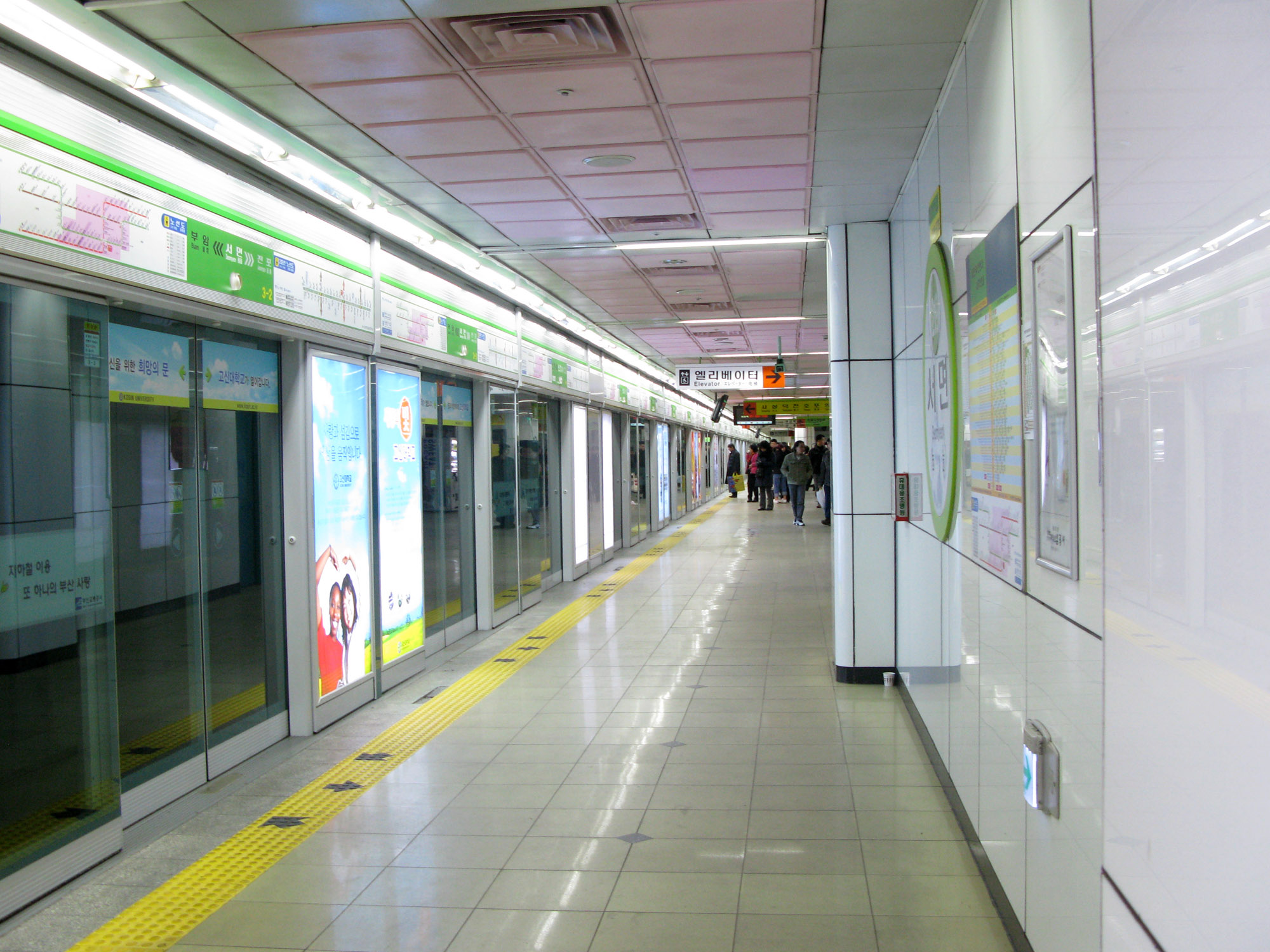
Sân ga hướng Yangsan (trước khi thay đổi phông chữ)
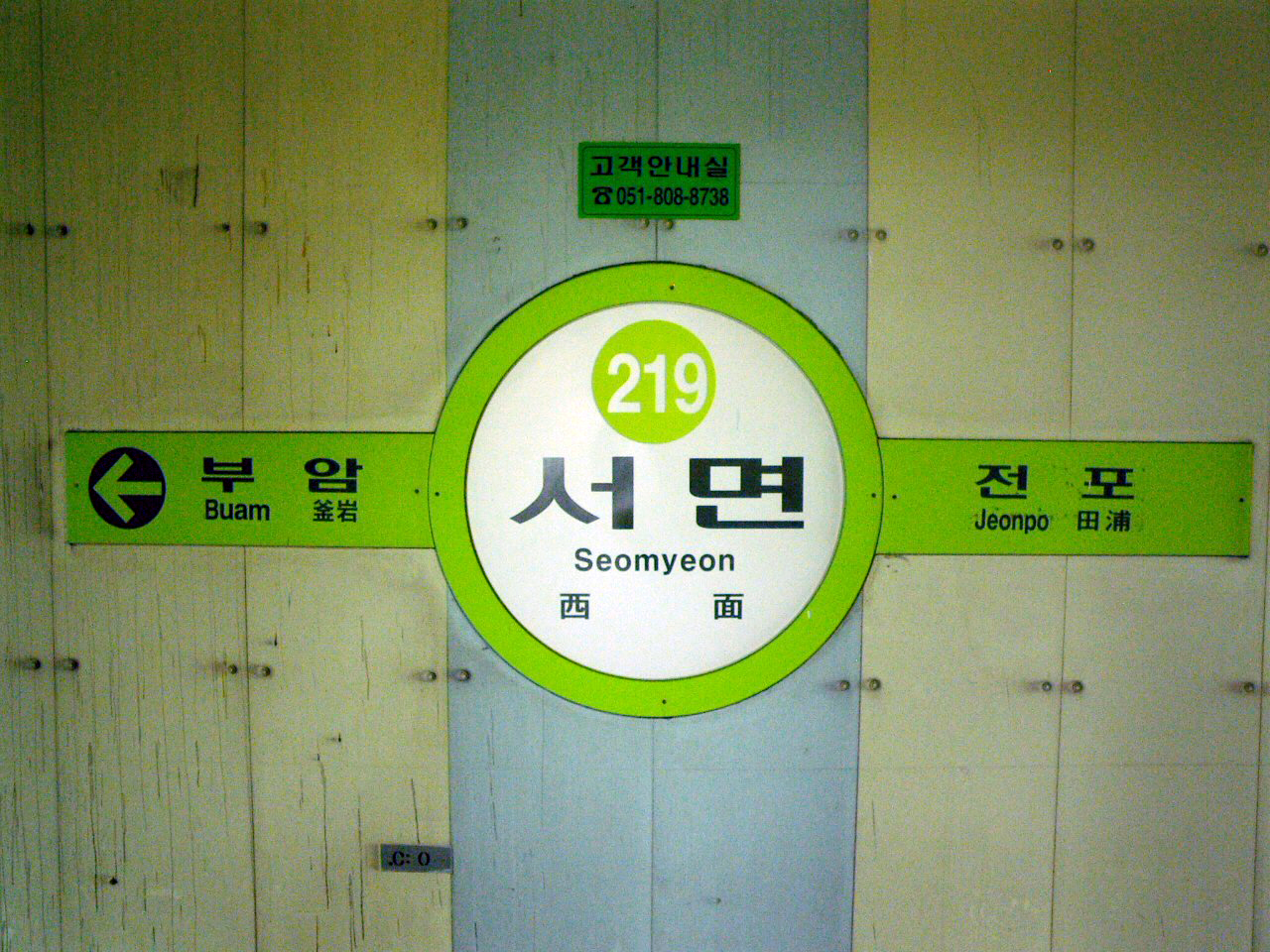
Bảng tên ga hướng Yangsan
Tranh tường

## Liên kết
- Thông tin ga, tuyến 1 từ Tổng công ty vận chuyển Busan (tiếng Hàn)
- Thông tin ga, tuyến 2 từ Tổng công ty vận chuyển Busan (tiếng Hàn)